# Takuya Komine
Takuya Komine (japanisch 小峯 拓也 Komine Takuya; * 22. Dezember 1988 in Iwaki) ist ein ehemaliger japanischer Fußballspieler.

## Karriere
Komine erlernte das Fußballspielen in der Jugendmannschaft von Kashima Antlers und der Universitätsmannschaft der Nihon-Universität. Seinen ersten Vertrag unterschrieb er 2012 beim Fukushima United FC. Am Ende der Saison 2012 stieg der Verein in die Japan Football League auf. Am Ende der Saison 2013 stieg der Verein in die J3 League auf. Für den Verein absolvierte er neun Ligaspiele. Ende 2014 beendete er seine Karriere als Fußballspieler.